# Socialantropologi
Socialantropologi og kulturantropologi er betegnelser for de tilgange indenfor antropologi og etnologi som benytter den etnografiske metode til at studere mennesket som socialt og kulturelt væsen.
De tidligste eksponenter for socialantropologi var A. R. Radcliffe-Brown, som udviklede sin antropologiske tilgang ud fra sociologen Emile Durkheims sociale teorier, der beskriver menneskesamfund med deres sociale institutioner og processer, og Bronislaw Malinowski. I USA udviklede Franz Boas kulturantropologien, som adskiller sig ved i højere grad  at fokusere på kulturelle forskelle fremfor sociale institutioner og processer.
Socialantropologien kom til Danmark i 1950-erne, hvor især Johannes Nicolaisen blev en fremtrædende talsmand for denne tilgangsvinkel. Inspireret af England, erkendte han, at kultur er mere end summen af de materielle og åndelige manifestationer, som man tidligere havde interesseret sig for i folkelivs- og folkemindeforskningen. Man betragtede nu kultur som en helhed, der skulle studeres i hele sin udstrækning, hvilket bedst kunne ske i mindre samfund (engelsk: community studies) såsom øer, landsbyer eller fiskerlejer.

## Feltarbejde
Det ligger i den socialantropologiske tilgang, at denne fortrinsvis må indsamle sit forskningsgrundlag ved feltarbejde, det vil sige, at forskeren besøger det lokalsamfund, der ønskes studeret, og her gør sine iagttagelser, taler med mennesker og supplerer med spørgsmål.
Det materiale, der indsamles under feltarbejde, kan suppleres med kildemateriale fra arkiver og lignende for at supplere med en historisk dimension.